# Tiberius Claudius Nero (consul in 202 v.Chr.)
Tiberius Claudius Nero was praetor in 204 v.Chr. (Liv., XXIX 11), en hij had Sardinia als provincia toegewezen gekregen. Hij was misschien de zoon van Gaius Claudius Nero.
In 202 v.Chr. was hij consul samen met Marcus Servilius Geminus (Liv., XXX 26.), en hij kreeg de provincia Africa toegewezen, waar hij het bevel zou hebben in de oorlog tegen Hannibal Barkas samen met Publius Cornelius Scipio. Maar hij was niet aanwezig tijdens de slag bij Zama. Een woeste storm overviel zijn vloot kort nadat hij was vertrokken en hij voer naar Populonia. Hij begaf zich vandaar naar Ilva (Elba) en zo door naar Corsica. Bij zijn oversteek naar Sardinië hadden zijn schepen nog meer te lijden en hij voer ten slotte in de haven van Carales (Cagliari) op Sardinië binnen, waar hij werd genoodzaakt te overwinteren en vanwaar hij teruggekeerde naar Rome als gewoon burger, toen zijn ambtsjaar erop zat. (Liv., XXX 39.)

## Referentie
- https://archive.today/20130102054822/http://www.ancientlibrary.com/smith-bio/2269.html